# 纪家街道
纪家街道，是中华人民共和国吉林省长春市九台区下辖的一个乡镇级行政单位。

## 行政区划
纪家街道下辖以下地区：
盛水泉村、陶家村、永增福村、二十家子村、腰窝堡村、纪家村、分水村、腰房村、姜家村、大榆村、鸡鸣山村、赫家村、西挖村、双杖子村、尹家村、盛家村、石家村、坐山村和太平村。